# Britanske podmornice klase A
Klasa A je klasa britanskih obalnih podmornica.

## Razvoj
19. veljače 1902. a jednom od navoza brodogradilišta u Barrow-in-Furnesu položena je kobilica za prvu obalnu podmornicu klase A. Za njezinu izgradnju bilo potrebno nepunih pet mjeseci pa je porinuće uslijedilo već 9. srpnja 1902., mjesec dana nakon što je i posljednja iz serije Hollandovih podmornica porinuta u more.

Podmornica je dobila oznaku A1 i predstavljala je prethodnicu serije od ukupno 13 plovnih jedinica koje će biti izgrađene do kraja prvog tromjesečja 1905. godine. O konstrukciji podmornica prve britanske A klase može se reći da su to bile povećane Hollandove podmornice.

## Dizajn
U odnosu na licencno izgrađene Hollande No.1 - No.5, klasa A se odlikovala 12,2 m duljim i 0,25 m širim trupom. Povećanje vanjskih izmjera kao i ugradnja većih i težih porivnih strojeva pridonijela je i povećanju njihovog površinskog i podvodnog deplasmana koji je kod motorne grupe II i III narastao na 180/207 tona. Jedna od većih sigurnosnih inovacija bila je ugradnja dvostrukih teških vrata u strukturu povišenog kontrolnog tornja podmornice. Prvi poklopac je dozvoljavao izlazak na tzv. leteći most a drugi je osiguravao ulazak u sami trup podmornice.
Zanimljivo je da su se na podmornici A1 odmah prakticirale i primjenjivale sve one preinake i prepravke koje su uočene kao potrebne na temelju ispitivanja licencno proizvedenih Hollandovih podmornica, od No.1 do No.5. Upravo zbog toga sve podmornice klase A međusobno su se razlikovale u većoj ili manjoj mjeri na što su ponajprije imali utjecaja odabir naoružanja i primijenjeni pogonski strojevi. S obzirom na ugrađeno naoružanje samo je prvoizgrađena podmornica iz serije imala samo jednu torpednu cijev kao i Hollandove podmornice. Sve ostale podmornice, od A2 do posljednje A13, imale su ugrađene po dvije torpedne cijevi kalibra 440 mm postavljene u pramčanom prostoru podmornice, paralelno jedna pored druge. U pogledu propulzijskog sustava podmornice klase A mogu se podijeliti u tri skupine:
- Prvu skupinu čine podmornice A1 - A4, koje su bile opremljene benzinskim i električnim motorima manje snage (450/80 KS)
- druga motorna skupina, koju su činile podmornice od A5 do A12, bila je opremljena snažnijim benzinskim i električnim motorima koji su mogli razviti 550 odnosno 150 KS.
- treću motornu skupinu unutar A klase činila je podmornica A13, koja je postala prvo britansko podvodno plovilo na koje je bio ugrađen dizelski motor.

Izgradnju i opremanje benzinskim motorima klase A brodogradilište Vickers povjerilo je domaćoj tvornici motora Wolseley, koje je, po projektu, trebalo isporučiti 12-cilindrične motore koji su mogli razvijati 550 KS. Međutim, ugradnjom na prve četiri podmornice uvidjelo se da ti motori nikako ne mogu razviti specifikacijama traženu snagu i brzinu te da im nedostaje 100 KS. Zbog toga je na preostalih osam podmornica (A5 - A12) ugrađen 16-cilindrični benzinski motor istog proizvođača koji je mogao razviti traženih 550 KS. Uz jači glavni motor ugrađen je i gotovo dvostruko jači elektromotor od 150 KS. Povećanje instalirane snage na podmornicama druge skupine nije urodilo znatnijim povećanjem vršnih brzina u površinskoj i podvodnoj plovidbi. Prirast brzine bio je u okvirima 0,5 - 1 čvora.
Sredinom 1903. godine Vickers je od njemačke firme MAN otkupio licencu za proizvodnju njihovog dizelskog motora. Nakon opsežnog programa ispitivanja i početka domaće proizvodnje ugrađen je 6-cilindrični dizelski motor tipa Hornsby-Ackroyd snage 400 KS na podmornicu A13. Uz njega, propulziju u podvodnoj plovidbi osiguravao je električni motor od 150 KS, kakav se ugrađivao i u benzinskoj motornoj grupi II. Tijekom prebaziranja podmornice A13 iz brodogradilišta Barrow-in-Furnes u Portsmouthu, podmornica je provela u neprekidnoj površinskoj plovidbi dizelskom propulzijom 29,5 sati što je u to vrijeme bilo ravno senzaciji. Već tijekom same izgradnje uvidjelo se da su podmornice klase A veliki tehnološki korak naprijed u odnosu na Hollandov prvijenac iz kojeg su nastale.

## Povijest uporabe
Unatoč mnogim poboljšanjima i ugrađenim tehničkim inovacijama, one su još uvijek ostale prilično opasna radna sredina za svoje povećane posade od 11 i 14 članova. Za razliku od primitivne serije Hollandovih No.1 - No.5 podmornica koja nije doživjela havarije s ljudskim žrtvama, A klasa se nije mogla pohvaliti takvim rezultatom. U nizu incidenata ove klase poginulo je ukupno 58 podmorničara a podmornice A1, A3 i A7 izgubljene su prije Prvog svjetskog rata. Do početka Prvog svjetskog rata podmornice klase A bile su staconirane u Portsmouthu i Devenportu u sklopu 3. podmorničarskog divizijuna Domovinske flote. Služile su isključivo za obalnu obranu i obuku podmorničara. Početkom 1916. godine uključene su u lokalne obrambene flotile koje su, osim u spomenutim bazama Portsmouth i Devenport, bazirale još i u Doveru, Androssanu i Clydeu. 
Sve podmornice, osim onih koje su izgubljene prije izbijanja rata, rashodovane su i prodane u staro željezo tijekom 1920. godine.
Zanimljivo je da je još 24. ožujka 1904. bila naručena i četrnaesta podmornica klase A. Još prije polaganja kobilice bila je otkazana i izgrađena je prrema novim nacrtima projekta obalne podmornice klase B. U britanskim tiskovinama i javnosti podmornice klase A često su nazivane Fisherovim igračkama zbog velike podrške koju je britanski admiral i svojdobno prvi lord Admiraliteta davao razvoju podmornica i njihovom uvođenju u službu britanske ratne mornarice.